# Julian Esteban
Julian Esteban (* 16. September 1986 in Genf) ist ein ehemaliger Schweizer Fussballspieler mit spanischen Wurzeln.
Seine Karriere begann er im Jugendteam des Amateurvereins FC City. 1997, im Alter von zehn Jahren kam er in die Jugend von Servette FC Genève. Ab Januar 2005 gehörte er zum Profikader; zur Saison 2005/06 gelang ihm der Sprung ins A-Team. Dort erzielte er in seinen ersten 26 Ligaspielen 22 Tore in der drittklassigen 1. Liga und war massgeblich am Aufstieg in die Challenge League beteiligt. Im Januar 2007 wechselte er für eine geschätzte Ablösesumme von zwei Millionen Euro zum französischen Erstligisten Stade Rennes. Er erhielt dort einen Vertrag bis Juni 2011.
Seinen ersten Einsatz in der Ligue 1 hatte Esteban am 4. März 2007, als er bei der 0:1-Niederlage in Auxerre in der 86. Minute für Erik Edman eingewechselt wurde. Sein erstes Tor für Rennes erzielte er am 20. Oktober 2007 im Heimspiel gegen UC Le Mans. Nach seiner Einwechslung in der 74. Minute traf er in der zweiten Minute der Nachspielzeit zum 3:0.
Zur Saison 2009/10 kehrte er auf Leihbasis zu Servette nach Genf zurück. Im Sommer 2010 löste er seinen Vertrag bei Stade Rennes vorzeitig auf und entschied sich zur definitiven Rückkehr zu Servette. In der Saison 2010/11 steuerte Esteban neun Ligatore zum Aufstieg in die Axpo Super League bei.
Julian Esteban hat für die U-21 Auswahl der Schweizer Fussballnationalmannschaft bis August 2008 zehn Spiele bestritten. Dabei erzielte er fünf Tore.
Am 8. Januar 2013 gab Julian Esteban bekannt, seine Karriere aufgrund von Verletzungen zu beenden.